# Katholieke Kerk in Somalië

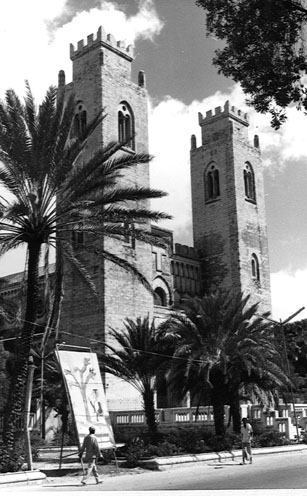
Kathedraal van Mogadishu, vernietigd in 2008.

De Katholieke Kerk in Somalië is een onderdeel van de wereldwijde Katholieke Kerk, onder het geestelijk leiderschap van de paus en de curie in Rome.

## Beschrijving
Ongeveer honderd inwoners van Somalië zijn katholiek. Tijdens de koloniale periode was er in 1950 een piek van ongeveer 8.500 (0,7%) katholieken in het land, bijna allen afkomstig uit Italië.
Het land bestaat uit een enkel bisdom, Mogadishu, dat direct onder de Heilige Stoel valt. De zetel van het bisdom is sede vacante sinds de laatste bisschop, Pietro Salvatore Colombo, vermoord werd in 1989. Sinds 1990 is bisschop Giorgio Bertin apostolisch administrator. Bisschoppen uit Somalië zijn lid van de bisschoppenconferentie van de Arabische gebieden. De president van deze bisschoppenconferentie is Pierbattista Pizzaballa O.F.M., patriarch van het Latijns patriarchaat van Jeruzalem. Verder is men lid van de Association of Member Episcopal Conferences in Eastern Africa en de Symposium des Conférences Episcoaples d'Afrique et de Madagascar.
Het apostolisch gedelegeerdschap voor Somalië is sinds 20 mei 2024 vacant.

## Indeling

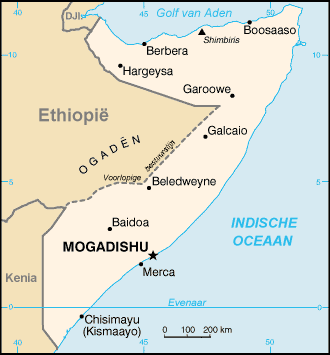
Kaart van Somalië

- Bisdom Mogadishu

## Apostolische delegatie
- Apostolisch Delegaat
  - Aartsbisschop Ubaldo Calabresi (3 juli 1969 – 5 januari 1978)
  - Aartsbisschop Giovanni Moretti (13 maart 1978 – 10 juli 1984)
  - Aartsbisschop Luis Robles Díaz (16 februari 1985 – 13 maart 1990)
  - Aartsbisschop Erwin Josef Ender (15 maart 1990 – 9 juli 1997)
  - Aartsbisschop Marco Dino Brogi (13 december 1997 – 5 februari 2002)
  - Aartsbisschop Dominique François Joseph Mamberti (18 mei 2002 – 17 januari 2004)
  - Aartsbisschop Ramiro Moliner Inglés (17 januari 2004 – 26 juli 2008)
  - Aartsbisschop George Panikulam (24 oktober 2008 - 14 juni 2014)
  - Aartsbisschop Luigi Bianco (10 september 2014 - 4 februari 2019)
  - Aartsbisschop Antoine Camilleri (31 oktober 2019 - 20 mei 2024)
  - vacant (sinds 20 mei 2024)